# Repubblica Dominicana ai Giochi della XXVIII Olimpiade
La Repubblica Dominicana partecipò ai Giochi della XXVIII Olimpiade, svoltisi ad Atene, Grecia, dal 13 al 29 agosto 2004, con una delegazione di 33 atleti impegnati in nove discipline.

## Medaglie
| Medaglia | Nome          | Sport            | Evento                      |
| -------- | ------------- | ---------------- | --------------------------- |
| Oro      | Félix Sánchez | Atletica leggera | 400 metri ostacoli maschili |

## Delegazione
| Sport             | Uomini | Donne | Totale |
| ----------------- | ------ | ----- | ------ |
| Atletica leggera  | 3      | 2     | 5      |
| Judo              | 5      | -     | 5      |
| Lotta             | 1      | -     | 1      |
| Pallavolo         | -      | 12    | 12     |
| Pugilato          | 5      | -     | 5      |
| Sollevamento pesi | -      | 1     | 1      |
| Taekwondo         | 1      | -     | 1      |
| Tennistavolo      | 1      | 1     | 2      |
| Tiro              | 1      | -     | 1      |
| Totale            | 17     | 16    | 33     |

## Risultati

### Atletica leggera
| Q | Qualificato al turno successivo per la Classifica in qualificazione                                                          |
| q | Qualificato per il turno successivo per ripescaggio o, negli eventi su campo, conquistando la misura minima per qualificarsi |

Maschile
Eventi su pista e strada
| Atleta         | Evento         | Batteria  | Batteria   | Quarti di finale | Quarti di finale | Semifinale      | Semifinale      | Finale          | Finale          |
| Atleta         | Evento         | Risultato | Classifica | Risultato        | Classifica       | Risultato       | Classifica      | Risultato       | Classifica      |
| -------------- | -------------- | --------- | ---------- | ---------------- | ---------------- | --------------- | --------------- | --------------- | --------------- |
| Juan Sainfleur | 100 m piani    | dnf       | -          | non qualificato  | non qualificato  | non qualificato | non qualificato | non qualificato | non qualificato |
| Carlos Santa   | 400 m piani    | 45"31     | 1º Q       | N.D.             | N.D.             | 45"58           | 4º              | non qualificato | non qualificato |
| Félix Sánchez  | 400 m ostacoli | 48"51 Q   | 1º         | N.D.             | N.D.             | 47"93           | 1º              | 47"63           | Oro             |

Femminile
Eventi sul campo
| Atleta         | Evento         | Batteria  | Batteria   | Semifinale      | Semifinale      | Finale          | Finale          |
| Atleta         | Evento         | Risultato | Classifica | Risultato       | Classifica      | Risultato       | Classifica      |
| -------------- | -------------- | --------- | ---------- | --------------- | --------------- | --------------- | --------------- |
| Juana Arrendel | Salto in alto  | 1,89 m    | =16ª       | non qualificata | non qualificata | non qualificata | non qualificata |
| Fior Vásquez   | Getto del peso | 17,99 m   | 14ª        | non qualificata | non qualificata | non qualificata | non qualificata |

### Judo
Maschile
| Atleta               | Evento  | 16-esimi                     | Ottavi                   | Quarti               | Semifinali           | Ripescaggio                  | Finale / FB          | Pos.            |
| Atleta               | Evento  | Avversario Punteggio         | Avversario Punteggio     | Avversario Punteggio | Avversario Punteggio | Avversario Punteggio         | Avversario Punteggio | Pos.            |
| -------------------- | ------- | ---------------------------- | ------------------------ | -------------------- | -------------------- | ---------------------------- | -------------------- | --------------- |
| Modesto Lara         | -60 kg  | Nomura (JPN) P 0000–1120     | non qualificato          | non qualificato      | non qualificato      | Gussenberg (GER) P 0000–0012 | non qualificato      | non qualificato |
| Juan Jacinto         | -66 kg  | Qypşaqbaev (KAZ) P 0000–0100 | non qualificato          | non qualificato      | non qualificato      | non qualificato              | non qualificato      | non qualificato |
| José Miguel Boissard | -81 kg  | Wanner (GER) P 0000–1001     | non qualificato          | non qualificato      | non qualificato      | non qualificato              | non qualificato      | non qualificato |
| Vicbart Geraldino    | -90 kg  | Besolí (AND) V 1000–0000     | Gordon (GBR) P 0001–1000 | non qualificato      | non qualificato      | Kelly (GBR) P 0000–1010      | non qualificato      | non qualificato |
| José Vásquez         | -100 kg | Peltola (FIN) P 0001–1001    | non qualificato          | non qualificato      | non qualificato      | non qualificato              | non qualificato      | non qualificato |

### Lotta

#### Greco-romana
| Atleta         | Evento | Fase a gironi         | Fase a gironi          | Fase a gironi | Quarti di finale     | Semifinale           | Finale / FB          | Finale / FB |
| Atleta         | Evento | Avversario Risultato  | Avversario Risultato   | Pos.          | Avversario Risultato | Avversario Risultato | Avversario Risultato | Pos.        |
| -------------- | ------ | --------------------- | ---------------------- | ------------- | -------------------- | -------------------- | -------------------- | ----------- |
| Jansel Ramírez | −55 kg | Toyota (JPN) P 0–4 ST | Majoros (HUN) P 0–3 PO | 3º            | non qualificato      | non qualificato      | non qualificato      | 22º         |

### Pallavolo
| Squadra   | Torneo    | Girone               | Girone               | Girone               | Girone               | Girone               | Girone | Quarti               | Semifinali           | Finale               | Pos.            |
| Squadra   | Torneo    | Avversario Punteggio | Avversario Punteggio | Avversario Punteggio | Avversario Punteggio | Avversario Punteggio | Pos.   | Avversario Punteggio | Avversario Punteggio | Avversario Punteggio | Pos.            |
| --------- | --------- | -------------------- | -------------------- | -------------------- | -------------------- | -------------------- | ------ | -------------------- | -------------------- | -------------------- | --------------- |
| Nazionale | Femminile | Russia P 0-3         | Cina P 0-3           | Stati Uniti V 3-2    | Cuba P 0-3           | Germania P 0-3       | 6ª     | non qualificate      | non qualificate      | non qualificate      | non qualificate |

### Pugilato
Maschile
| Atleta             | Evento              | 16-esimi               | Ottavi               | Quarti               | Semifinali           | Finale               | Pos.            |
| Atleta             | Evento              | Avversario Punteggio   | Avversario Punteggio | Avversario Punteggio | Avversario Punteggio | Avversario Punteggio | Pos.            |
| ------------------ | ------------------- | ---------------------- | -------------------- | -------------------- | -------------------- | -------------------- | --------------- |
| Juan Carlos Payano | Pesi mosca          | Vankeev (BLR) V 26–18  | Thomas (FRA) P 17–36 | non qualificato      | non qualificato      | non qualificato      | non qualificato |
| Argenis Méndez     | Pesi gallo          | Tretjak (UKR) P 24–30  | non qualificato      | non qualificato      | non qualificato      | non qualificato      | non qualificato |
| Manuel Félix Díaz  | Pesi leggeri        | Bye                    | Eleuov (KAZ) P 16–28 | non qualificato      | non qualificato      | non qualificato      | non qualificato |
| Isidro Mosquea     | Pesi welter leggeri | Nafil (MAR) P 40–42    | non qualificato      | non qualificato      | non qualificato      | non qualificato      | non qualificato |
| Juan Ubaldo        | Pesi medi           | N'Jikam (CMR) P 22–22+ | non qualificato      | non qualificato      | non qualificato      | non qualificato      | non qualificato |

### Sollevamento pesi
Femminile
| Atleta     | Evento | Strappo   | Strappo    | Slancio   | Slancio    | Totale | Classifica |
| Atleta     | Evento | Risultato | Classifica | Risultato | Classifica | Totale | Classifica |
| ---------- | ------ | --------- | ---------- | --------- | ---------- | ------ | ---------- |
| Wanda Rijo | −75 kg | 110       | 10ª        | 127,5     | 10ª        | 237,5  | 10ª        |

### Taekwondo
Maschile
| Atleta           | Evento | Ottavi               | Quarti               | Semifinali           | Ripescaggio 1        | Ripescaggio 2        | Finale / FB          | Pos. |
| Atleta           | Evento | Avversario Punteggio | Avversario Punteggio | Avversario Punteggio | Avversario Punteggio | Avversario Punteggio | Avversario Punteggio | Pos. |
| ---------------- | ------ | -------------------- | -------------------- | -------------------- | -------------------- | -------------------- | -------------------- | ---- |
| Gabriel Mercedes | -58 kg | Salazar (MEX) P 1–10 | non qualificato      | non qualificato      | Šapošnyk (UKR) P WO  | Bayoumi (EGY) P WO   | non qualificato      | 5º   |

### Tennistavolo
Maschile
| Atleta | Evento           | 1º turno             | 2º turno             | 3º turno             | 4º turno             | Quarti di finale     | Semifinali           | Finale / FB          | Finale / FB     |
| Atleta | Evento           | Avversario Risultato | Avversario Risultato | Avversario Risultato | Avversario Risultato | Avversario Risultato | Avversario Risultato | Avversario Risultato | Pos.            |
| ------ | ---------------- | -------------------- | -------------------- | -------------------- | -------------------- | -------------------- | -------------------- | -------------------- | --------------- |
| Lin Ju | Singolo maschile | Yuzawa (JPN) V 4–1   | Smirnov (RUS) V 4–1  | Saive (BEL) V 4–2    | Wang H (JPN) P 1–4   | non qualificato      | non qualificato      | non qualificato      | non qualificato |

Femminile
| Atleta | Evento            | 1º turno             | 2º turno             | 3º turno             | 4º turno             | Quarti di finale     | Semifinali           | Finale / FB          | Finale / FB     |
| Atleta | Evento            | Avversario Risultato | Avversario Risultato | Avversario Risultato | Avversario Risultato | Avversario Risultato | Avversario Risultato | Avversario Risultato | Pos.            |
| ------ | ----------------- | -------------------- | -------------------- | -------------------- | -------------------- | -------------------- | -------------------- | -------------------- | --------------- |
| Wu Xue | Singolo femminile | Fadeeva (RUS) V 4–1  | Fujinuma (JPN) P 0–4 | non qualificata      | non qualificata      | non qualificata      | non qualificata      | non qualificata      | non qualificata |

### Tiro a segno/volo
Maschile
| Atleta         | Evento | Qualificazioni | Qualificazioni | Finale          | Finale          |
| Atleta         | Evento | Punti          | Classifica     | Punti           | Classifica      |
| -------------- | ------ | -------------- | -------------- | --------------- | --------------- |
| Julio Dujarric | Skeet  | 119            | =21º           | non qualificato | non qualificato |